# James Burke (skådespelare)

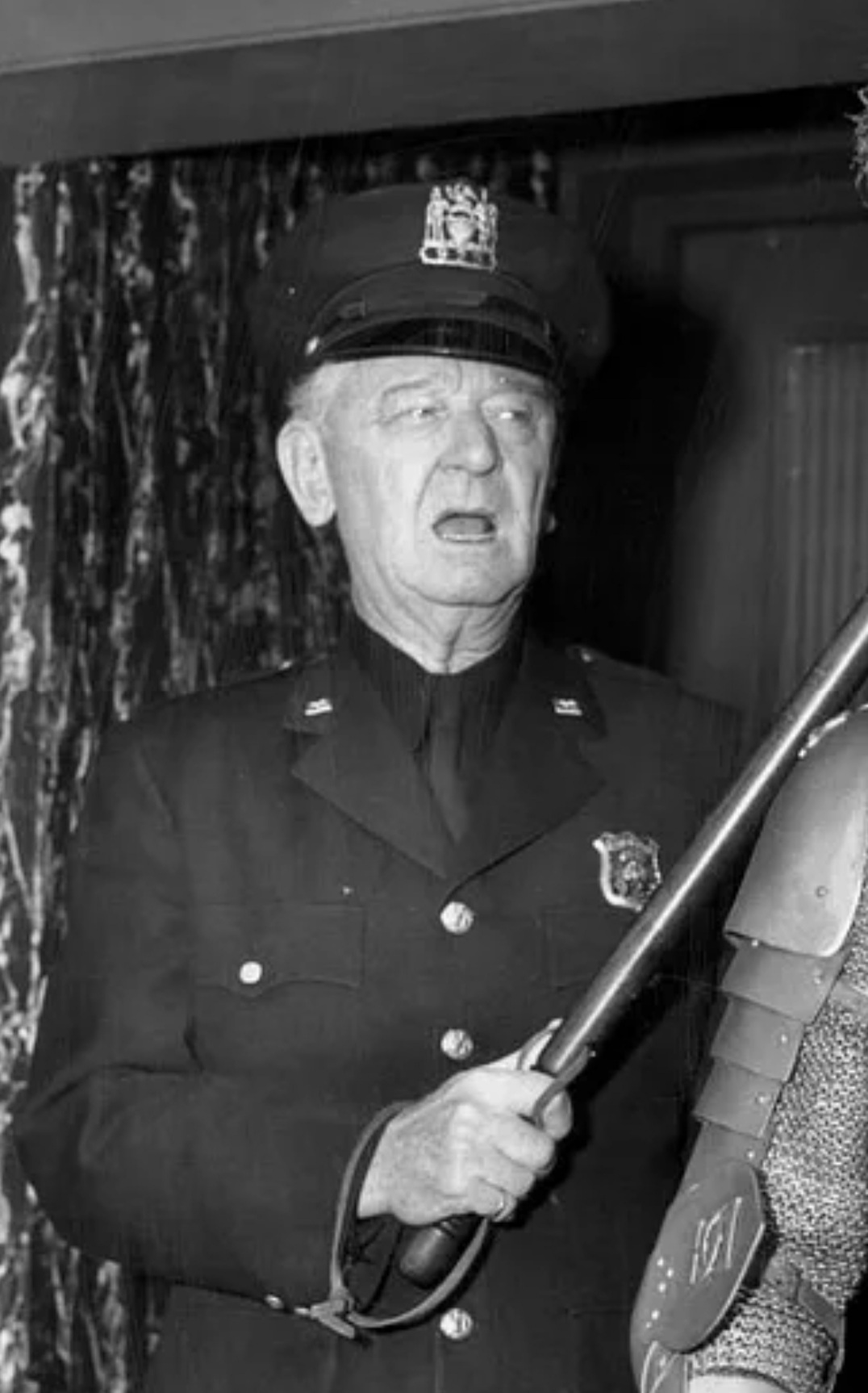
James Burke.

James Burke, född 24 september 1886 i New York, död 23 maj 1968 i Los Angeles, Kalifornien, var en amerikansk skådespelare. Han började arbeta som scenskådespelare i New York under 1910-talet. Burke medverkade i över 200 Hollywoodfilmer från 1932-1959 och gjorde även några roller för TV i början av 1960-talet. Burke sågs mycket ofta i rollen som poliskonstapel av det mindre klipska slaget.

## Filmografi, urval
- 1934 – Skattkammarön
- 1934 – Det hände en natt (ej krediterad)
- 1934 – Primadonna (ej krediterad)
- 1935 – Det var livat i Paris
- 1935 – Skriet från vildmarken
- 1936 – En gentleman kommer till sta'n (ej krediterad)
- 1937 – I skyskrapornas skugga
- 1938 – Komedien om oss människor (ej krediterad)
- 1939 – En dag på cirkus
- 1939 – Mannen från andra sidan
- 1941 – Riddarfalken från Malta
- 1941 – Längtan till solen
- 1942 – Min favoritblondin
- 1947 – Dansens gudinna
- 1948 – Den stora klockan
- 1948 – Junibruden
- 1949 – Det kom en främling (ej krediterad)
- 1959 – De samvetslösa (ej krediterad)